# Шмит, Томас
Томас Шмит (нем. Thomas Schmit; 26 апреля 1894, Люксембург — 9 августа 1944, Люксембург) — люксембургский футболист, защитник. Участник летних Олимпийских игр 1920 года.

## Биография
Томас Шмит родился 26 апреля 1895 года в городе Люксембург.
Играл в футбол на позиции защитника. В 1914—1924 годах защищал цвета «Холлерих Бонневуа», в составе которого трижды выигрывал чемпионат Люксембурга (1915—1917) и один раз серебро (1918).
В 1914—1924 годах провёл 4 матча за сборную Люксембурга, мячей не забивал. Дебютным стал товарищеский поединок 8 февраля 1914 года в Люксембурге против сборной Франции (5:4), который он отыграл полностью.
В 1920 году вошёл в состав сборной Люксембурга по футболу на летних Олимпийских играх в Антверпене, поделившей 9—16-е места. Участвовал в единственном для люксембуржцев матче 1/8 финала против сборной Нидерландов (0:3), был капитаном команды.
Умер 9 августа 1944 года в городе Люксембург.

## Достижения

### Командные
«Холлерих Бонневуа»
- Чемпион Люксембурга (3): 1914/15, 1915/16, 1916/17.
- Серебряный призёр чемпионата Люксембурга (1): 1917/18.